# 最後の女神
「最後の女神」（さいごのめがみ）は、中島みゆきの歌。「時代」のリメイク版（アルバム『時代-Time goes around-』からのシングルカット）とのカップリングで、1993年12月1日リリースの両A面シングル『時代/最後の女神』の一曲として発表された。
1993年10月から1994年3月まで、TBS系『筑紫哲也 NEWS23』のエンディング・テーマソングに使用された。

## 「時代/最後の女神」収録曲

### 8cmCD
| 全作詞・作曲: 中島みゆき、全編曲: 瀬尾一三。 |                                       |            |            |
| #                                            | タイトル                              | 作詞       | 作曲・編曲 |
| 1.                                           | 「時代 ('93 single version)」         | 中島みゆき | 中島みゆき |
| 2.                                           | 「最後の女神」                        | 中島みゆき | 中島みゆき |
| 3.                                           | 「時代 ('93 single version)」(TV MIX) | 中島みゆき | 中島みゆき |

### CT
| 全作詞・作曲: 中島みゆき、全編曲: 瀬尾一三。 |                               |            |            |
| #                                            | タイトル                      | 作詞       | 作曲・編曲 |
| 1.                                           | 「時代 ('93 single version)」 | 中島みゆき | 中島みゆき |
| 2.                                           | 「最後の女神」                | 中島みゆき | 中島みゆき |

| 全作曲: 中島みゆき、全編曲: 瀬尾一三。 |                                       |      |            |
| #                                      | タイトル                              | 作詞 | 作曲・編曲 |
| 1.                                     | 「時代 ('93 single version)」(TV MIX) |      | 中島みゆき |
| 2.                                     | 「最後の女神」(TV MIX)                |      | 中島みゆき |

## 収録アルバム
- ベスト・アルバム
  - Singles II（1994年）
  - 大吟醸（1996年）
  - ここにいるよ（2020年）
- ライブ・アルバム
  - 中島みゆき「縁会」2012〜3 -LIVE SELECTION-（2014年）